# Contraeconomia
La contraeconomia és un mètode empresarial i revolucionari consistent en l'acció directa realitzada mitjançant el mercat negre i/o el mercat gris. El terme va ser originàriament encunyat per Samuel Konkin, un activista i teòric anarquista, qui la va definir com "l'estudi i/o la pràctica pacífica de totes les accions humanes que estiguen prohibides per l'estat". El terme és l'abreviatura d'"economia contraestablerta". La contraeconomia és fonamental per a la que seria la doctrina de l'agorisme de Konkin, una variant explícitament revolucionària d'anarquisme de mercat.

## Origen
La primera presentació de la teoria de la contraeconomia va ser realitzada per Samuel Konkin en dues conferències organitzades per J. Neil Schulman, CounterCon I, el 1974 i CounterCon II el 1975, ambdues realitzades a Cheshire, Massachusetts. Altres oradors que van participar en estes conferències inclouen Robert LeFevre, Kenneth Kalcheim i Dennis Turner.
El primer llibre que retrata la contraeconomia com una estratègia per a l'èxit d'una societat llibertària va ser la novel·la Alongside Night, de J. Neil Schulman, de 1979.

## Agorisme
L'agorisme de Konkin, com exposa en el seu Manifest agorista, postula que el mètode correcte per a aconseguir una societat anarquista de mercat lliure és per mitjà de la promoció i el creixement de l'economia submergida o mercat negre -la contraeconomia-, fins al punt que l'autoritat moral i el poder absolut de l'estat hagen sigut exhaustivament soscavats, per la qual cosa el mercat revolucionari anarquista i les empreses de seguretat jurídica són capaços de sorgir des de baix, i en definitiva, suprimir el govern, i jutjar-lo com una activitat delictiva (amb els imposts considerats robatori, la guerra tractada com a assassinat en massa, etc.).
Segons el pamflet de Konkin, "Contraeconomia":
| «               | La contraeconomia és la suma de tota acció humana no agressiva, que estiga prohibida per l'estat. El fet contraeconòmic és l'estudi i pràctica de la contraeconomia, que inclou el mercat lliure, el mercat "negre", l'"economia subterrània", tots els actes de desobediència civil i social, tots els actes d'associació prohibida (sexual, racial, interreligiosa), i qualsevol altra cosa que l'estat, en qualsevol temps i lloc, opta per prohibir, controlar, regular, gravar o tarifar. La contraeconomia exclou tota acció aprovada per l'estat (mercat "blanc") i el mercat "roig" (violència i robatori no aprovats per l'estat). | » |
| — Samuel Konkin | |   |

Segons Konkin, la contraeconomia també permet l'immediat autoalliberament dels controls estatals, en qualsevol nivell pràctic, per mitjà de l'aplicació de la lògica empresarial racional per a decidir quines lleis trencar discretament, i quan. El principi fonamental és afrontar riscs a la recerca de beneficis, encara que benefici pot referir-se a qualsevol augment en la percepció de valor, en comptes de guanys estrictament monetaris (a conseqüència de la teoria subjectiva del valor).

## Ús alternatiu
El terme contraeconomia també s'utilitza en un context separat, però es podria dir que és compatible amb el principal, per a referir-se a abordar la justícia social i la sostenibilitat en un context de mercat, encara que, en general, contra l'establiment economicopolític no seria explícitament il·legal. En aquest segon sentit, la contraeconomia seria descrita com a diners al servei de la gent, en comptes del contrari.
Segons els que usen aquest terme, la contraeconomia inclou el comerç just, la transparència informativa de les empreses cap als seus clients, assumir els costs i responsabilitat ambiental, treballadors amb una relació directa amb l'empresa, relacionar-se amb proveïdors amb les mateixes pràctiques o el desenrotllament d'economies locals en la mesura que siga possible.